# Mystery Men
Mystery Men är en amerikansk komedifilm från 1999 i regi av Kinka Usher.

## Handling
Filmen handlar om Mystery Men - en grupp misslyckade superhjältar med superkrafter som inte imponerar. Gruppen består av Skyfflaren (William H. Macy), en familjefader och mästare i att hantera sin spade, Mr. Rasande (Ben Stiller), som försöker skrämma sina motståndare med raseriutbrott, och Blå Rajan - bestickmästaren (Hank Azaria), en morsgris som kastar gafflar. Senare i filmen får gruppen förstärkning av de lika mediokra hjältarna Osynlige Pojken (Kel Mitchell), Mjälten (Paul Reubens), Bowlaren (Janeane Garofalo) och Sfinxen (Wes Studi).
I Champion City - en futuristisk stad i serietidningsstil - upprätthåller den äkta superhjälten Kapten Fantastisk (Greg Kinnear) lag och ordning. Men han blir tillfångatagen av superskurken Casanova Frankenstein (Geoffrey Rush) och hans medhjälpare Dr. Anabel Leek (Lena Olin). Casanova Frankenstein planerar att utplåna hela Champion City.
De enda som vet vad som håller på att hända, och de enda som har åtminstone en liten chans att stoppa det, är Mystery Men. De hottar upp sin utrustning, bland annat med en uppsättning komiska vapen som den excentriske Doc Heller (Tom Waits) uppfunnit, och ger sig in i strid med Casanova Frankenstein och alla hans skurkkompisar, exempelvis Discogänget - som alltid kör lite discogester och danssteg medan de slåss.